# Art ottonien

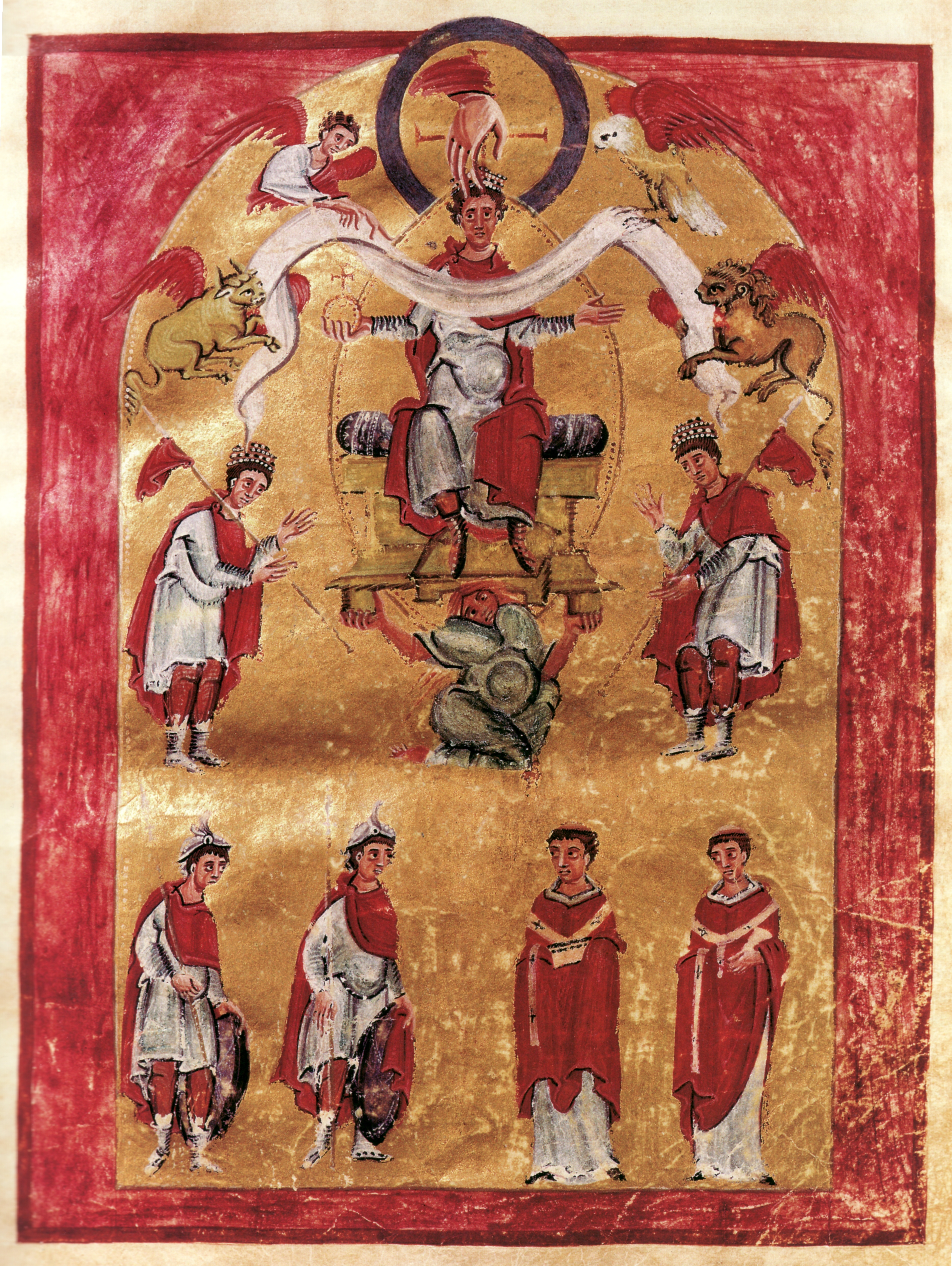
Otton III Christomimete, couronné par la main de Dieu (Évangéliaire de Liuthar, fin Xe siècle).

L'expression art ottonien désigne les réalisations artistiques de Germanie et du Saint-Empire sous les Ottoniens, entre 950 et 1050 environ. Par extension, on peut également parler d'art ottonien pour d'autres réalisations de la même période dans les royaumes voisins. L'art ottonien est en effet un style autant qu'un phénomène historique et politique, et participe de la « renaissance ottonienne » (des Xe et début XIe siècle). Le style ottonien, qui se manifeste notamment pleinement dans les arts mineurs, évolue au-delà de la période, sous les Franconiens, et participe notamment à l'essor de l'art roman.

## Contexte et enjeux idéologiques

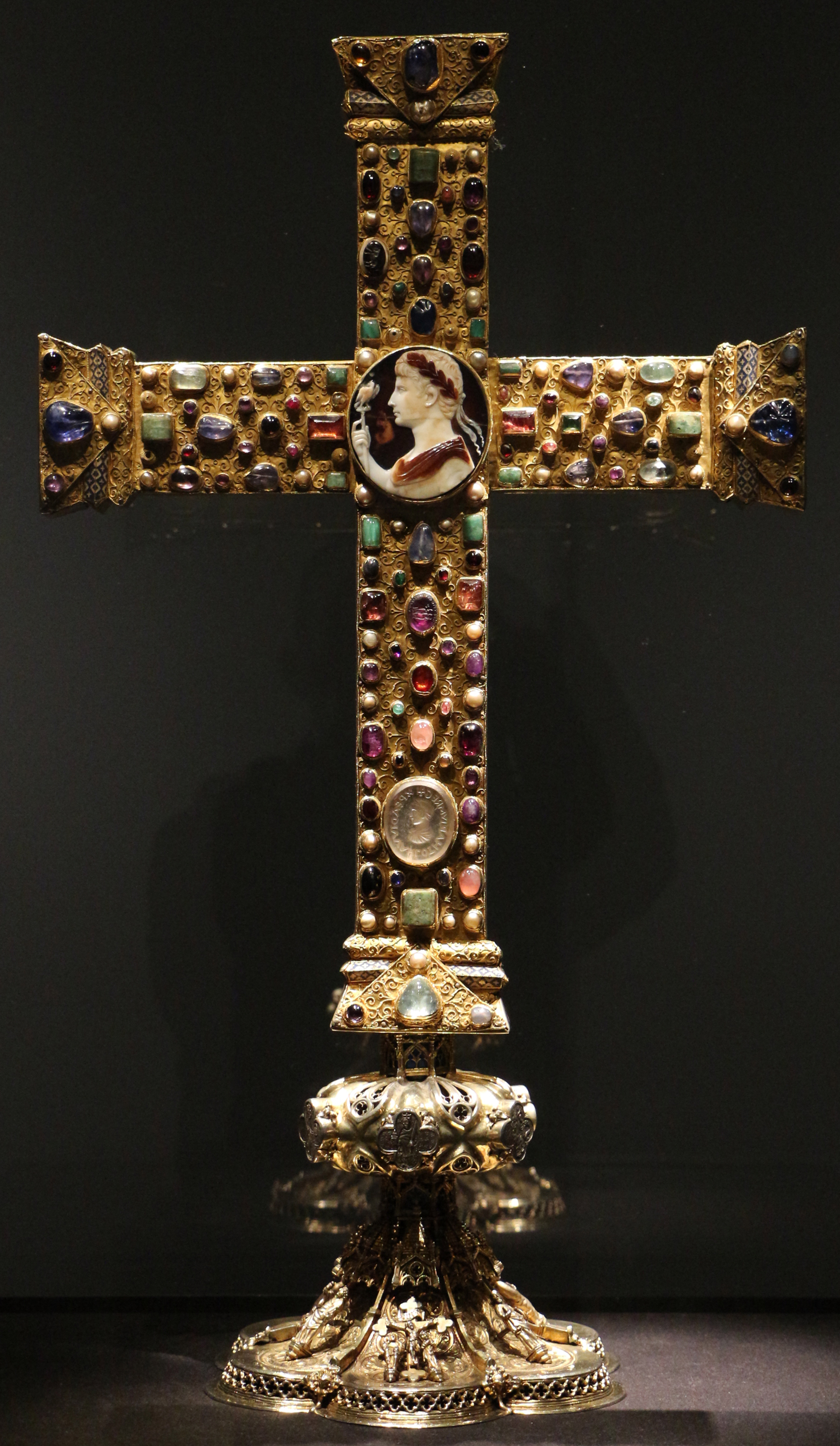
Croix de Lothaire (fin Xe siècle).

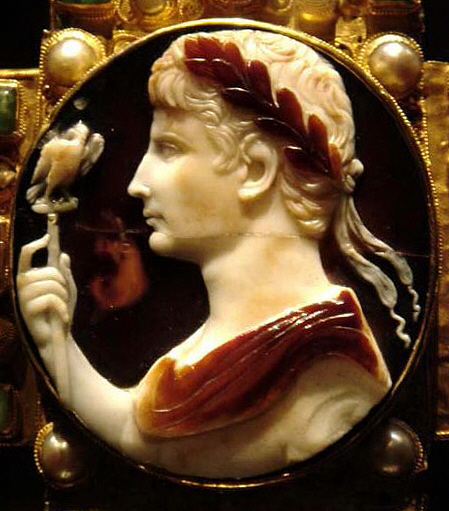
Croix de Lothaire (détail) : camée antique d'Auguste.

Après le déclin de l'Empire carolingien, les Ottoniens réaniment l'idée d'Empire (renovatio imperii) et entraînent un mouvement de réforme de l'Église et une période de grande activité culturelle et de ferveur artistique. C'est dans cette atmosphère que sont créés des chefs-d'œuvre indissociables de l'idée impériale des Ottoniens. Les réalisations artistiques, notamment les nombreuses commandes liées au pouvoir impérial, représentent souvent les Empereurs dans une position presque mystique, comme la représentation d'Otton III Christomimete dans l'évangéliaire de Liuthar (folio 16r). Ces choix reflètent aussi souvent le désir de voir établi un lien visible avec les souverains chrétiens de la fin de l'Antiquité, ainsi qu'avec les Carolingiens, en particulier Charlemagne. Cet objectif se manifeste de diverses manières : hommages des provinces, représentations de l'armée et de l'Église accompagnant l'empereur.
De plus, l'intégration de structures antiques, récupérées à Rome et Ravenne notamment, selon une pratique déjà courante chez les Carolingiens, et leur intégration dans des bâtiments ottoniens, est un moyen destiné à rappeler au spectateur le lignage impérial. C'est clairement l'intention d'Otton Ier lorsqu'il enlève du Palais de Théodoric à Ravenne des colonnes, dont certaines de porphyre, et d'autres matériaux de construction, afin de les réutiliser dans la nouvelle cathédrale de Magdebourg. Une pratique également observée dans les autres arts, comme avec l'exemple de la croix de Lothaire, qui intègre un camée d'Auguste.

## Production et influences
L'art ottonien combine trois sources principales, trois influences artistiques : l'Art paléochrétien de l'Antiquité tardive, la période carolingienne et la sphère byzantine. Ces influences se révèlent dans des réalisations qui, pour la plupart, relèvent des « arts mineurs ». Le legs ottonien des arts majeurs est en effet secondaire, du fait des altérations (architecture), des dégradations (peintures, notamment des fresques) ou de la faiblesse de la production (sculpture monumentale en tout cas). La richesse du patrimoine préservé d'enluminures, d'ivoires et d'orfèvrerie est à l'inverse le signe d'une activité intense, grâce au mécénat des empereurs et des évêques.
Alors que la filiation carolingienne semble la plus naturelle, l'héritage paléochrétien provient du patrimoine italien de fresques, de mosaïques et de codex (comme l’Itala de Quedlinbourg ramené en Germanie par Otton Ier), l'influence byzantine est également forte grâce aux nombreux flux avec l'Empire byzantin, notamment les ambassades qui rapportent des ivoires et des reliquaires comme la Staurothèque de Limbourg-sur-la-Lahn.

## Arts majeurs

### Architecture
Comme le relate un passage de Raoul Glaber, les Ottoniens mènent au tournant de l'an mille une réorganisation des églises dans tout l'Empire. 
Si les reconstitutions de la cathédrale de Magdebourg (955-970) montrent un ensemble à chœurs opposés de caractère carolingien, proche de la Chapelle palatine d'Aix-la-Chapelle, l'architecture des églises ottoniennes se caractérise ensuite par un plan équilibré autour de deux corps opposés de part et d'autre de la nef, à l'est (transept du chœur) et à l'ouest (Westwerk). L'aspect extérieur est en « paroi-écran » sans encorbellement, avec des ouvertures d'une grande abstraction graphique.
On retrouve ce plan à Saint-Cyriaque de Gernrode (960-965), et surtout à Saint-Michel de Hildesheim, chef-d'œuvre de l'architecture ottonienne construit sous l'archevêque Bernward. Parmi les autres édifices conservés de l'époque, on peut citer Saint-Barthélemy de Paderborn, œuvre de Meinwerk (1017) ; Saint-Georges d'Oberzell, dépendance de Reichenau ; ou encore, en Italie, la basilique Saint-Vincent de Galliano, due à Aribert d'Intimiano (1007) et, en France Église Saint-Pierre-aux-Nonnains de Metz.

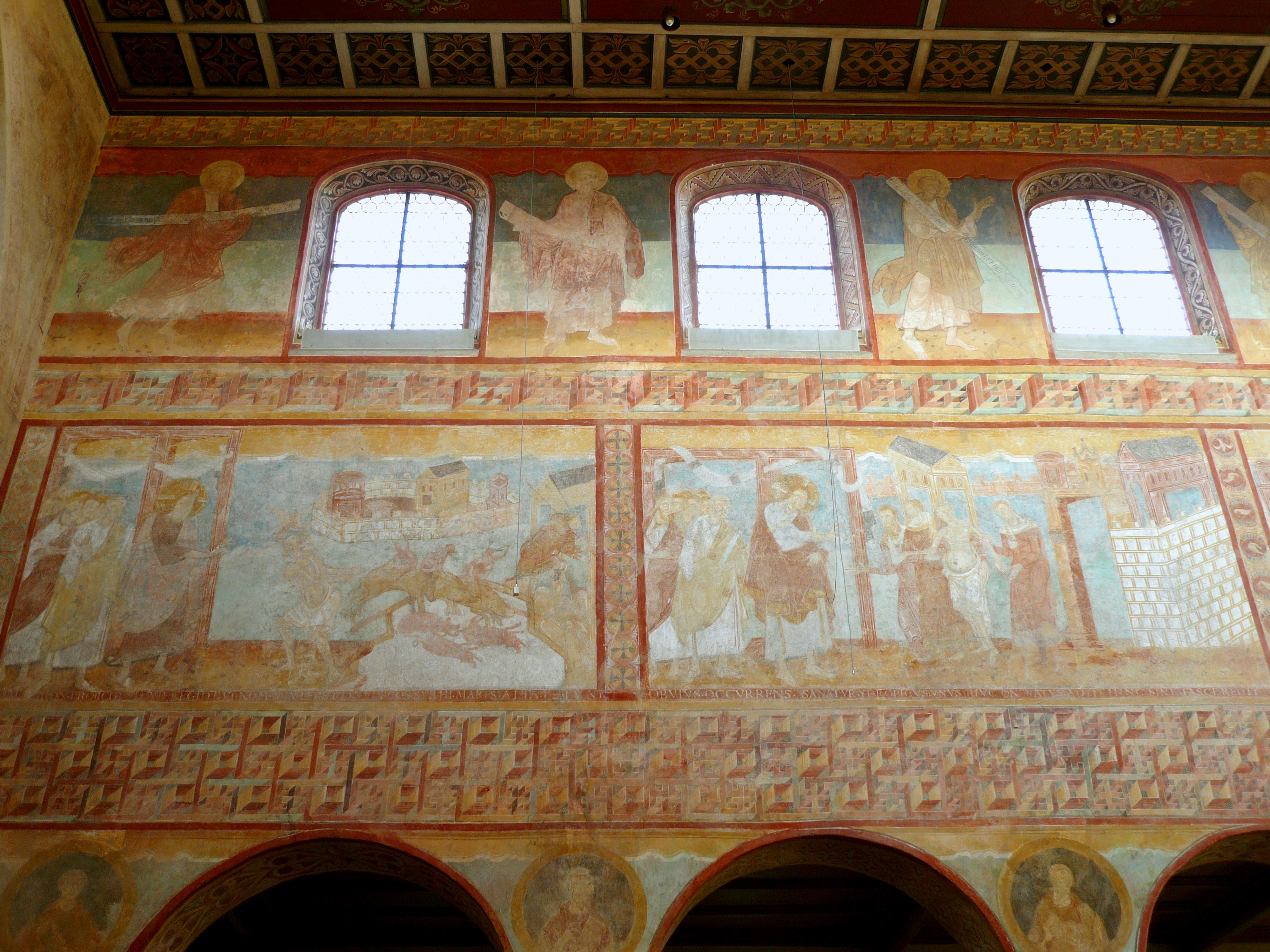
L'intérieur peint de Saint-Georges d'Oberzell.

### Peinture et sculpture
On n'a conservé que peu de fresques de la période ottonienne en raison des dégradations du temps. Quelques cycles ont toutefois subsisté, notamment à Oberzell ou à Galliano.
Peu de statues sont également parvenues à nous, la sculpture monumentale en pierre ou en bois étant assez peu pratiquée à cette période comme complément ou ornement de l'architecture. Quelques crucifix tardifs (vers 1050-1070) atteignent de larges dimensions, comme la Madone d'Imad de Paderborn (1,17 m), le crucifix de Géron de Cologne (1,87 m), le crucifix de Ringelheim (1,62 m) ou le crucifix de la sacristie de l'Église Saint-Lucius d'Essen-Werden. Ces témoignages ont généralement l'apparence d'une transposition en grand format de certaines œuvres d'orfèvrerie ottonienne.

## Arts mineurs

### Enluminure
Le scriptorium de Reichenau est probablement le plus réputé de l'époque ottonienne et a suscité de nombreuses études ; il se trouve cependant aujourd'hui remis en cause par de nombreux spécialistes. Les soupçons de ceux-ci sont nourris par l'absence de mentions contemporaines du scriptorium, et la proximité stylistique des différents centres d'enluminure a conduit à des variantes d'attribution, sans qu'aucune certitude nouvelle ait cependant été dégagée.

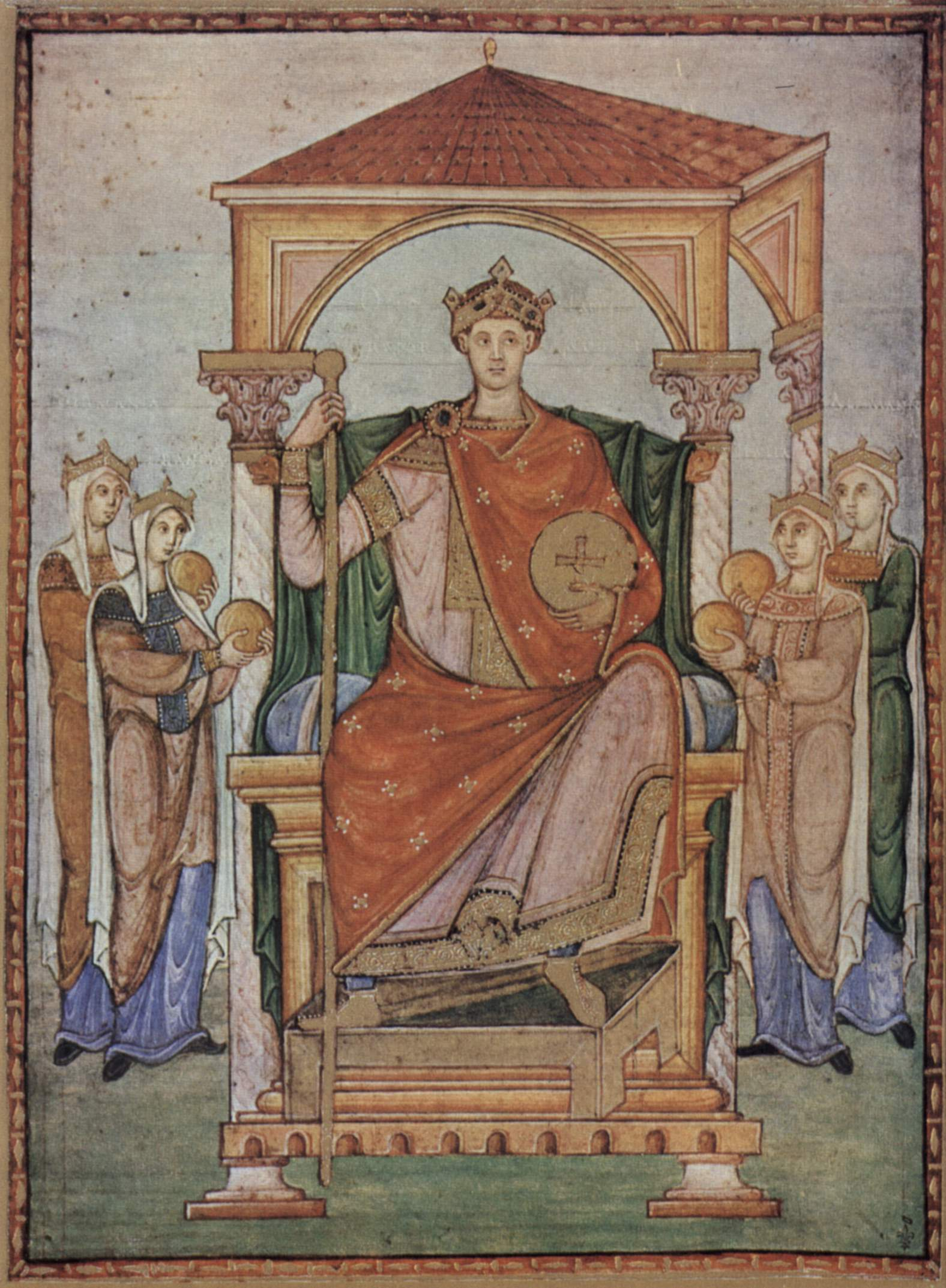
Hommage des quatre provinces de l'Empire à l'empereur (Otton II). Registrum Gregorii, vers 985.

Hormis Reichenau les principaux ateliers d'enluminure monastiques ou épiscopaux importants qui fleurissent au cours de la période ottonienne sont ceux de Saint-Gall, de Saint-Emmeran de Ratisbonne, d'Echternach, de Cologne, de Trèves et de Lorsch. Les réalisations du scriptorium de Hildesheim, dont un Évangéliaire de Guntbald et quelques autres manuscrits tous réalisés entre la fondation de Saint-Michel (1010) et la mort de Bernward (1022) sont moins remarquables, et paraissent plus statiques et archaïques que les œuvres contemporaines.

#### Le maître duRegistrum Gregorii
Le peintre sans doute le plus connu de la période est appelé « maître du Registrum Gregorii » puisqu'il est l'auteur d'un Registrum Gregorii (une copie des lettres de Grégoire) dont ne subsistent que deux feuillets. On sait de lui qu'il travaillait à Trèves dans les années 970 et 980, pour l'archevêque Egbert, et qu'il est également l'auteur de six ou sept feuillets du Codex Egberti réalisé pour l'archevêque Egbert de Trèves et réalisé probablement vers 980, soit à Reichenau, soit à Hildesheim, soit encore à Trèves même. On a également suggéré, par des ressemblances de style, qu'il soit l'enlumineur de l'acte de mariage de l'impératrice Théophano. L'identité précise de l'artiste reste très disputée.
Les miniatures du maître du Registrum laissent percevoir une forte influence tardo-antique (qui n'exclut pas un intérêt pour l'art carolingien), que ce soit par les thèmes (hommages des provinces de l'Empire), par l'utilisation d'éléments architecturaux, par l'usage de teintes claires rappelant la peinture sur fresques et la mosaïque. Son influence est ressentie hors de Trèves, sur les réalisations d'Echternach, de Cologne ou encore sur les ivoires de Liège.

#### Les trois groupes de Reichenau
Les auteurs des enluminures ne sont généralement pas précisément connus. Les codex de Reichenau, qui répondent à des commandes prestigieuses de grands prélats ou des empereurs, sont divisés en trois groupes correspondant à trois scribes distincts : Eburnant, Ruodprecht et Liuthar.

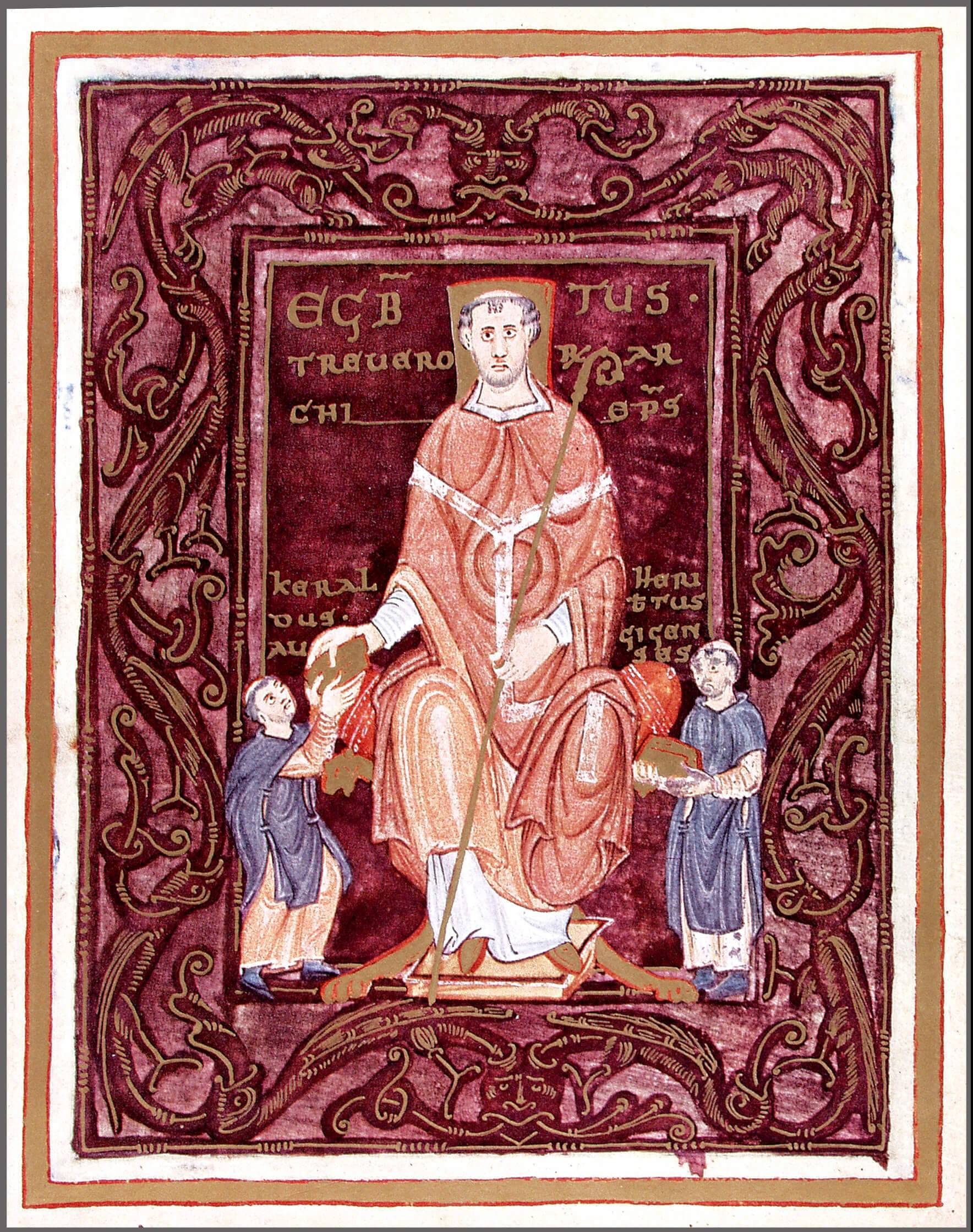
Egbert de Trèves entouré des moines Kerald et Heribert. Codex Egberti, fin Xe siècle.

Eburnant est l'un des scribes du Gero-Codex, probablement composé pour Géron de Cologne. Une dizaine de manuscrits d'influence essentiellement carolingienne, proches des codex de Saint-Gall (comme les Évangiles de Lorsch) est rattachée à ce groupe, notamment le Sacramentaire de Petershausen.
Ruodprecht est représenté dans le Psautier d'Egbert, offrant le manuscrit à Egbert de Trèves, qui lui-même l'offre à saint Pierre deux pages plus loin, le tout avec la mention « Donum fert Ruodprecht quod presul suscipit Egbrecht et Qui tibi dat munus dele sibi Petre reatus. » Ce psautier présente une plus grande qualité picturale que le groupe du Codex Géron, avec de nombreux motifs décoratifs, et une évolution sensible vers l'abstraction (schémas triangulaires et ovales des figures).
Le troisième groupe de manuscrits comprend l’Évangéliaire de Liuthar et le Codex Egberti (si l'on excepte les six feuillets dus à la plume du « maître du Registrum Gregorii »). Le premier, composé pour Otton III, présente en frontispice un moine nommé Liuthar, dont le nom est utilisé pour désigner le groupe. Le second est une autre commande de l'archevêque Egbert de Trèves, sur laquelle figurent deux moines, Kerald et Heribert, rattachés à Reichenau. On rattache également à ce groupe un autre Évangéliaire d'Otton III, le Livre des péricopes réalisé pour Henri II, et deux codex de commentaires bibliques sur Isaïe, et Sur le Cantique des cantiques, Salomon et Daniel. Les œuvres de ce groupe se caractérisent par un plus grand schématisme encore (dans les symboles et l'usage des couleurs), avec un véritable radicalisme abstrait correspondant à l'apogée du scriptorium.
Ce dernier style correspond aussi à d'autres réalisations contemporaines, comme un Évangéliaire d'environ 1020 et l’Apocalypse de Bamberg, qui fait un usage important de la représentation bidimensionnelle.

### Orfèvrerie
L'orfèvrerie ottonienne se divise en deux grandes catégories : œuvres profanes et œuvres sacrées. D'une part, des insignes du pouvoir impérial (regalia), notamment des couronnes. On peut ajouter à ces symboles du pouvoir certains ornements comme la joaillerie nuptiale. D'autre part on observe une grande quantité d'objets liturgiques (ornamenta) : couvertures de codex, antependiums, statuettes diverses et crucifix.

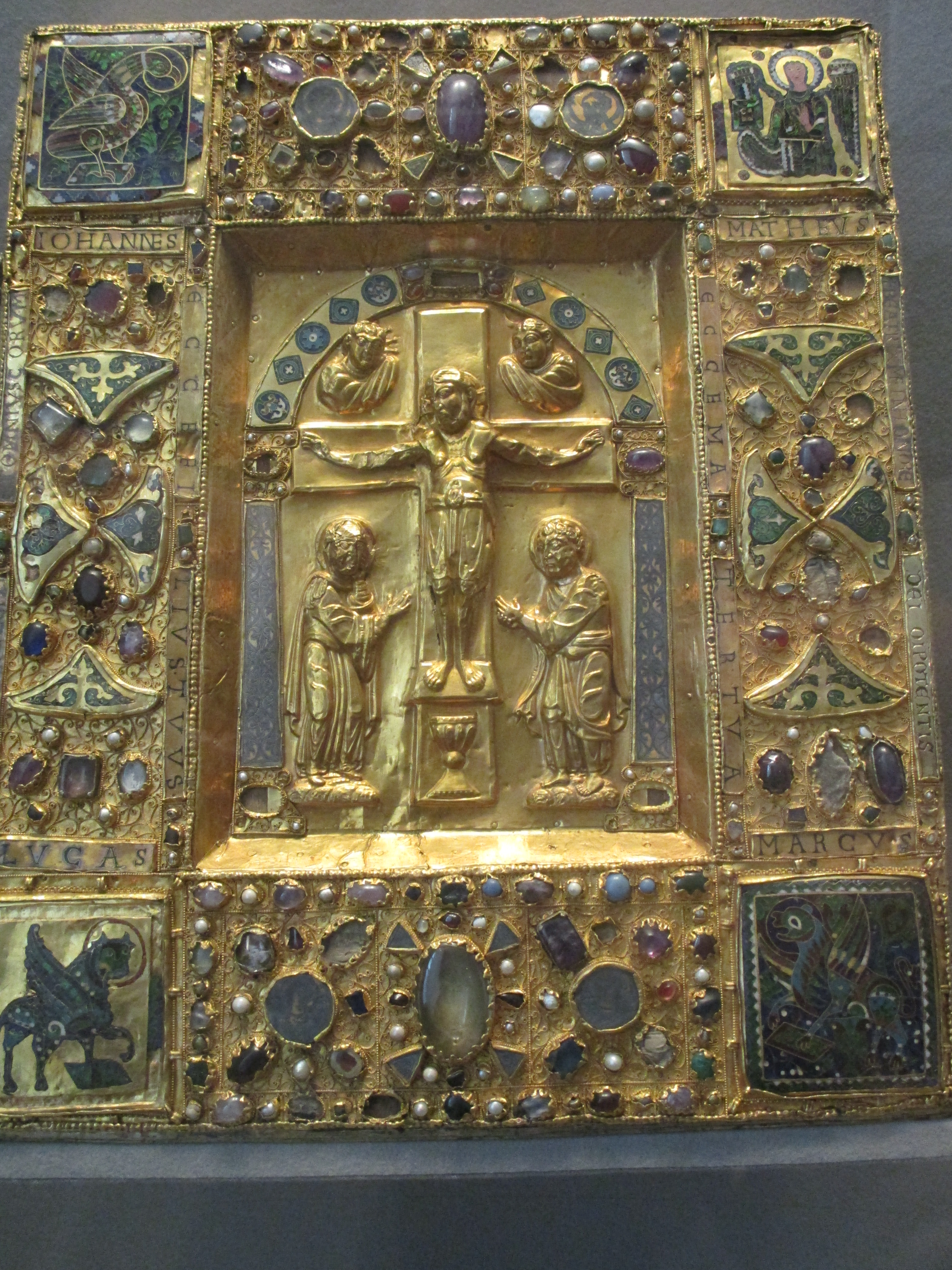
Boîte de reliure avec Crucifixion, en or avec cabochons, nielle, émaux cloisonnés. Première moitié du XIe siècle, provenant de ND de Maastricht (coll. Louvre).

#### Regalia
En ce qui concerne les regalia on peut retenir notamment la couronne du Saint-Empire, couronne octogonale sans doute réalisée en Italie du nord et composée de huit plaques, peut-être pour le couronnement d'Otton Ier, auxquelles ont été ajoutés un arc et une croix à l'époque d'Henri II. La couronne de la vierge d'Essen est quant à elle une couronne fleurdelysée, peut-être conçue vers 980 pour le couronnement d'Otton III (à trois ans), et utilisée pour la Vierge d'or d'Essen dès l'époque de l'abbesse Mathilde, nièce d'Otton Ier.

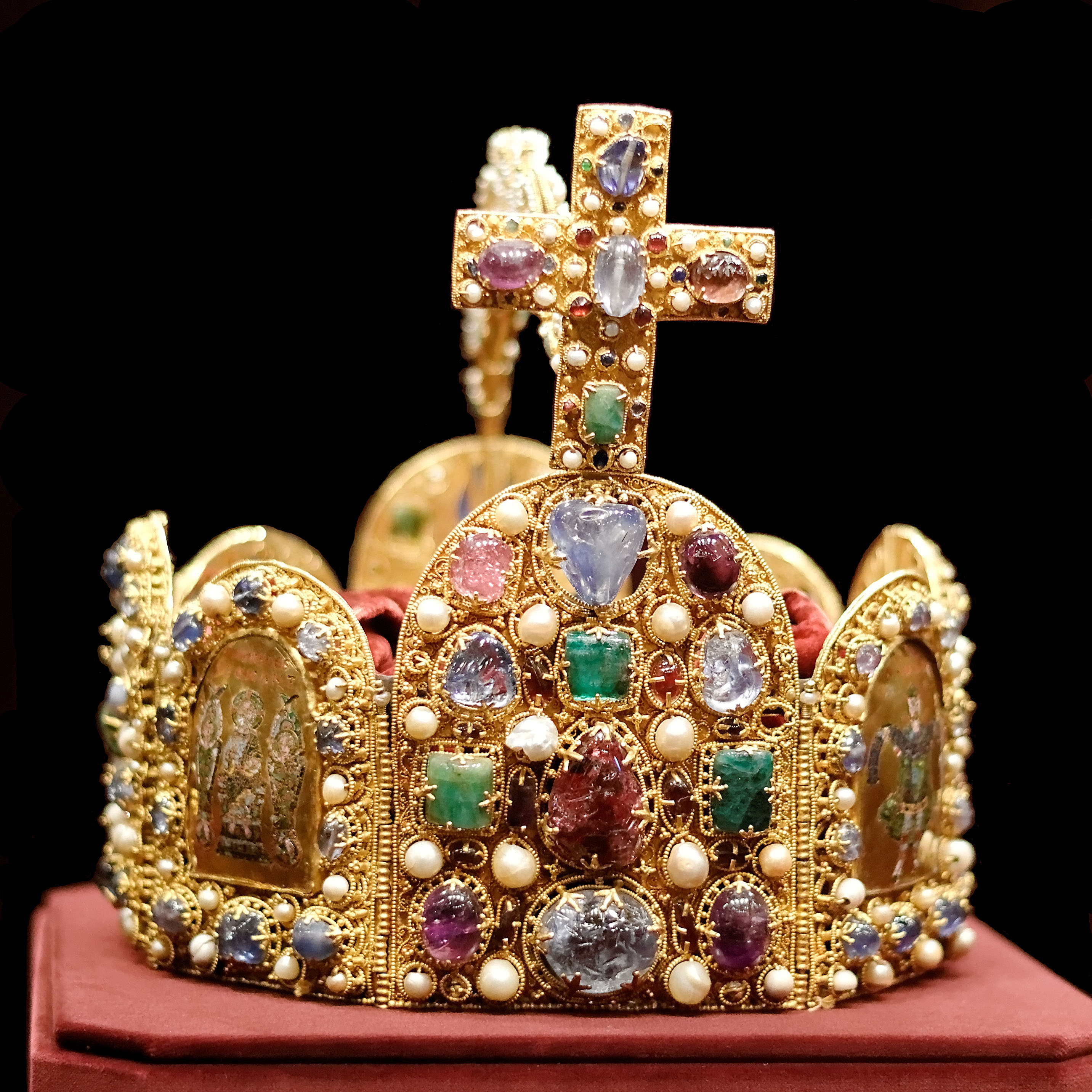
Vue de face de la Couronne du Saint-Empire conservée au Trésor impérial de Vienne
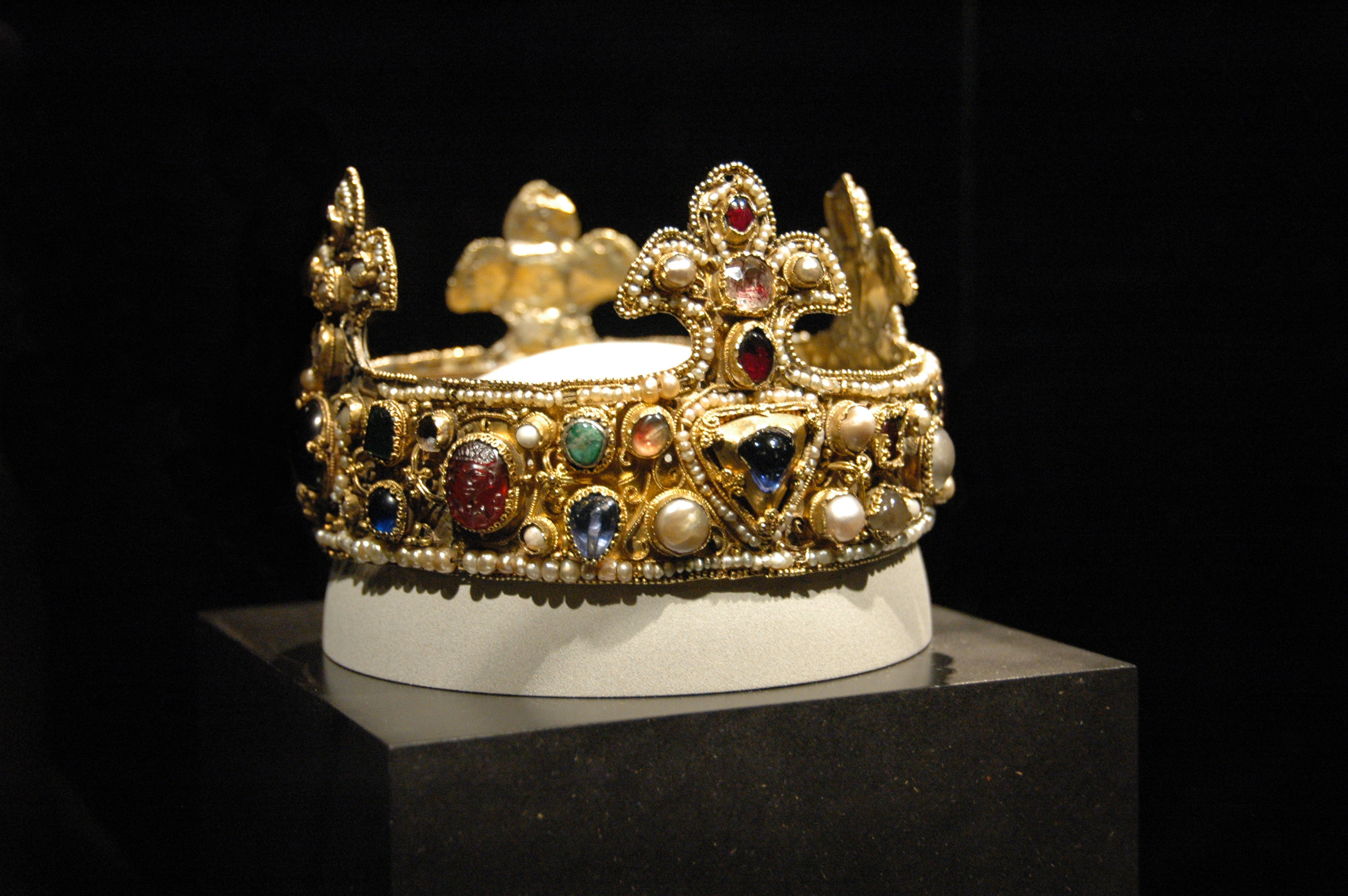
Couronne d'Otton III
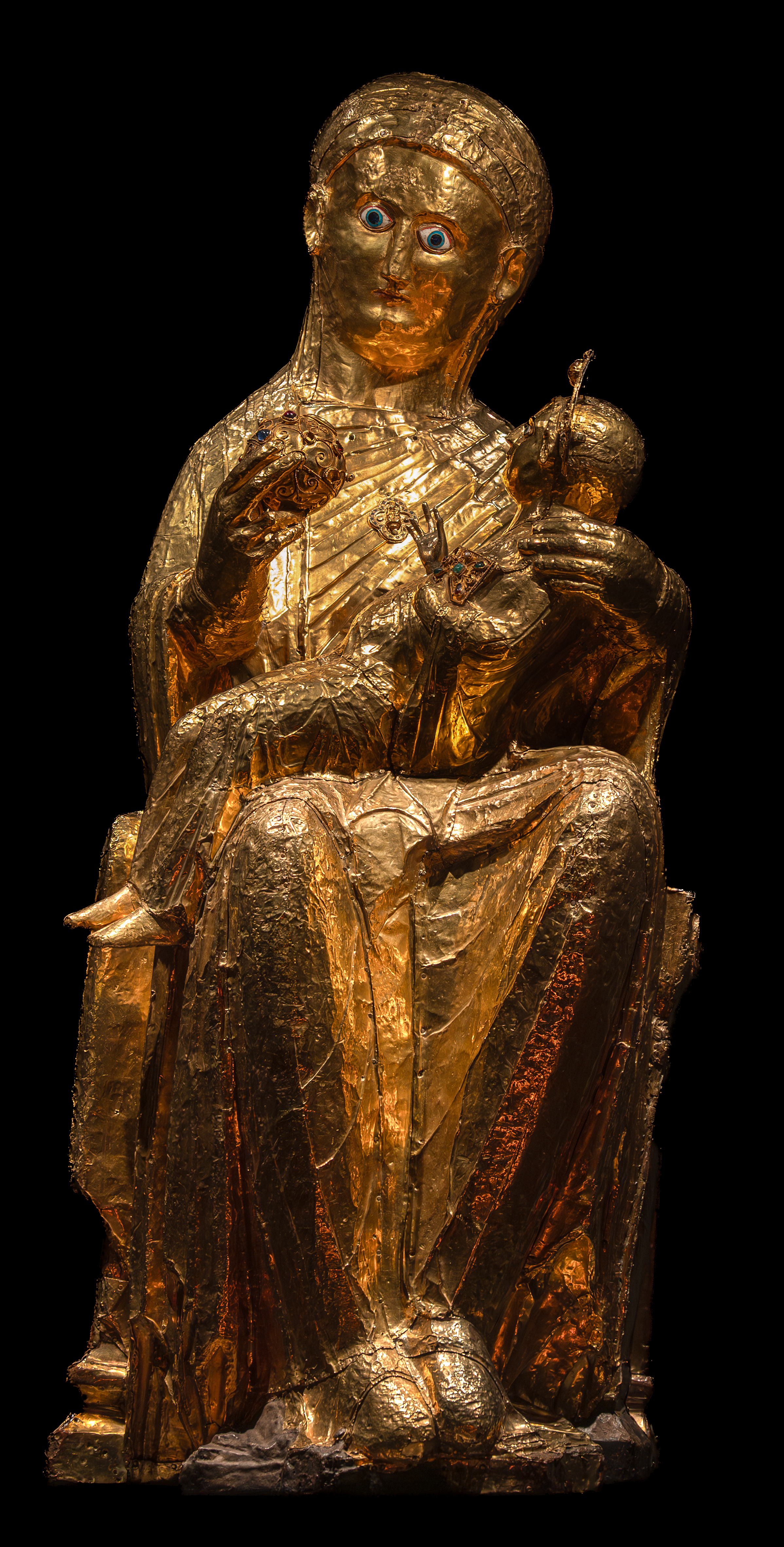
Vierge d'or d'Essen

#### Objets liturgiques
Les objets liturgiques ottoniens sont nombreux à avoir été conservés. Parmi les couvertures luxueuses de codex, on retient celle du Livre des péricopes d'Henri II, celle de l’Évangéliaire d'Otton III, celle du Codex Aureus d'Echternach, mais aussi deux remarquables couvertures lombardes : la Paix d'Aribert, dont la crucifixion d'or repoussé en ronde-bosse est entourée d'un réseau d'émaux, et la Paix de Chiavenna, présentant une croix aniconique entourée de lames d'or repoussées présentant les symboles des quatre évangélistes, et différentes plaques d'émail figuratives ou décoratives.
Parmi les pièces de plus grandes dimensions, l'une des plus connues est l'antependium d'or de la cathédrale de Bâle, et on peut y ajouter les éléments monumentaux conçus pour Saint-Michel de Hildesheim par Bernward : les portes fondues d'un bloc et présentant huit scènes de chaque testament, et la colonne historiée sur la vie du Christ. Il faut aussi citer le reliquaire dit du pied de saint André, produit à Trèves pour des reliques réunies par Egbert. De Lombardie provient enfin le crucifix d'Aribert, en cuivre doré.

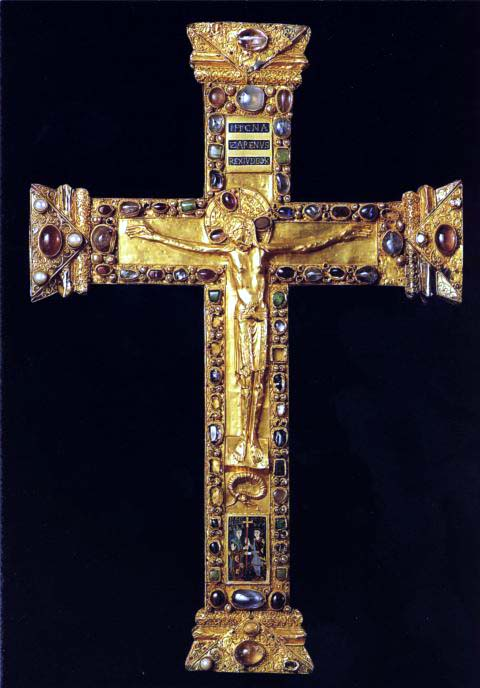
Crucifix de Mathilde, fin Xe siècle.

On possède de plus nombreuses œuvres de dimensions réduites, notamment des statuettes : la Vierge d'or d'Essen notamment, ou la Vierge à l'enfant de Hildesheim, en bois doré. Les crucifix surtout sont nombreux : la croix du Saint-Empire romain germanique (vers 1030), crux gemmata strictement aniconique ; la croix de Lothaire, aniconique mais intégrant un camée antique d'Auguste et, plus bas, un sceau représentant Lothaire II, en constituent les plus beaux exemples. On peut aussi citer le crucifix de Mathilde, réalisé à Cologne, dont la base est ornée d'un émail représentant Mathilde et son frère Otton ; la croix de Gisèle de Hongrie, faite à Ratisbonne à l'initiative de Gisèle, sœur d'Henri II, à la mémoire de leur mère Gisèle de Bourgogne. Il faut encore citer le crucifix d'argent de Bernward, dont la finesse (que l'on remarque aussi sur les candélabres de Bernward) préfigure le réalisme roman.

### Ivoires
La sculpture sur ivoire est une tradition pour les trois racines de l'art ottonien, c'est-à-dire tardo-antique, byzantine et carolingienne, ce qui explique le grand nombre d'ivoires ottoniens, dont la provenance est notamment celle de centres lombards (essentiellement Milan) et lotharingiens. Le style parfois mixte de certaines productions rend d'ailleurs leur localisation originelle douteuse, comme dans le cas discuté d'une petite Vierge en majesté à l'enfant,, de même que pour un Saint Nazzaro rappelant le style pictural du maître du Registrum,.
De Lombardie provient la situle de Gotofredo et la situle Basilewsky. Parmi les œuvres proches, on compte diverses plaques, comme la plaque gravée de « Otto Imperator » montrant l'hommage du couple impérial au Christ, comme les panneaux de l'antependium de Magdebourg, ou encore comme un Christ et ses disciples, et enfin une Majestas Domini peu connue. On peut aussi rapprocher de ces ivoires lombards les reliefs en stuc des quatre faces du ciboire de Saint-Ambroise de Milan.
Les ivoires de Lotharingie sont parmi les plus belles œuvres ottoniennes. La couverture du Codex Aureus d'Echternach intègre en son centre un panneau très fin et expressif dont l'artiste, désigné sous le nom de maître d'Echternach, produisit divers ivoires qui tirent étonnamment parti de dimensions exiguës, comme le diptyque de Moïse recevant la Loi et L'Incrédulité de Thomas, et un Christ en majesté et les quatre évangélistes. On peut y ajouter le seau liturgique hexagonal conservé à Aix-la-Chapelle, peut-être produit pour le couronnement d'Henri II, et qui proviendrait de Trèves. La Vision de Notker est un exemple de production liégeoise. De Metz, enfin, provient la scène de Grégoire à l'écritoire surplombant trois scribes, ainsi peut-être qu'un Introït et une tablette superposant une Crucifixion et une Vierge qui allaite.

### Sources
- (en) Cet article est partiellement ou en totalité issu de l’article de Wikipédia en anglais intitulé « Ottonian art » (voir la liste des auteurs).